# Dades
Dades A/S er et dansk ejendomsinvesteringsselskab, der blev grundlagt i 1937. 
Dades er et af Danmarks største privatejede ejendomsinvesteringsselskaber. Selskabet har mange års erfaring med investering i og forvaltning af attraktive og velbeliggende ejendomme, og har i dag inden for ejendomsinvestering og -administration og har opbygget en af landets største og mest attraktive ejendomsporteføljer.
Den administrerende direktør er Søren Kristiansen, der har været ansat i firmaet siden 2018.

## Historie
DADES blev grundlagt i 1937, da frøhandler Ejnar Danielsen solgte sin del af et frøfirma i Nakskov og  købte "Champagnebygningen" på Grønningen i København. De følgende år investerede han i en lang række ejendomme, og ved sin død i 1980 havde han overtaget over 70.
I begyndelse blev der kun investeret i beboelsesejendomme, men i 1958 begyndte han også at investere i erhvervsejendomme. Knap 20 år senere begyndte man også at investere i ejendomsadministration (i dag datterselskabet DATEA). I 1993 investerede DADES i det første butikscenter og har i dag 13 centre rundt om i landet. Bl.a. det tidligere Hundige Storcenter, som ændrede navn til Waves, da DADES overtog det i 2009. I 2008 købte DADES RO's Torv i Roskilde for 1,6 mia. DKK af Essex Invest. DADES ejer fortsat centret. Andre butikscentre i porteføljen er bl.a. Hørsholm Midtpunkt, Spinderiet i Valby, Sct. Mathias Centret i Viborg, Mega Syd og Viby Centret i Århus.